# Euaesthetus laeviusculus
Euaesthetus laeviusculus är en skalbaggsart som beskrevs av Mannerheim 1844. Euaesthetus laeviusculus ingår i släktet Euaesthetus, och familjen kortvingar. Arten är reproducerande i Sverige.